# Lista de episódios de Agents of S.H.I.E.L.D.
Agentes da S.H.I.E.L.D. é uma série de televisão americana criada para a ABC por Joss Whedon, Jed Whedon e Maurissa Tancharoen, baseada na organização S.H.I.E.L.D. da Marvel Comics, uma agência de espionagem e manutenção da paz em um mundo de super-heróis. É ambientado no Universo Marvel Cinematográfico (MCU) e reconhece a continuidade dos filmes da franquia e outras séries de televisão. A série é produzida pela ABC Studios, Marvel Television e Mutant Enemy Productions, e estrela Clark Gregg como Phil Coulson, reprisando seu papel na série de filmes. A série foi filmada no início de 2013 e o primeiro episódio foi ao ar em 24 de setembro de 2013
Em 14 de maio de 2018, agentes da S.H.I.E.L.D. foi renovada para uma sexta temporada composta por 13 episódios que estreou em 10 de maio de 2019. Em 2 de agosto de 2019, 123 episódios de Agents of S.H.I.E.L.D. tinham ido ao ar, concluindo a sexta temporada. Em novembro de 2018, a ABC renovou a série para uma sétima temporada, que consistirá em 13 episódios e está programada para ir ao ar em 2020. Em julho de 2019, foi confirmado que seria a temporada final.

## Resumo
| Temporada | Temporada | Episódios | Episódios | Originalmente exibido  | Originalmente exibido | Nielsen ratings | Nielsen ratings                       |
| Temporada | Temporada | Episódios | Episódios | Estreia da temporada   | Final da temporada    | Rank            | Média de telespectadores (em milhões) |
| --------- | --------- | --------- | --------- | ---------------------- | --------------------- | --------------- | ------------------------------------- |
|           | 1         | 22        | 22        | 24 de setembro de 2013 | 13 de maio de 2014    | 43              | 8.31                                  |
|           | 2         | 22        | 22        | 23 de setembro de 2014 | 12 de maio de 2015    | 76              | 7.09                                  |
|           | 3         | 22        | 22        | 29 de setembro de 2015 | 17 de maio de 2016    | 85              | 5.52                                  |
|           | 4         | 22        | 22        | 20 de setembro de 2016 | 16 de maio de 2017    | 110             | 4.22                                  |
|           | 5         | 22        | 22        | 1 de dezembro de 2017  | 18 de maio de 2018    | 133             | 3.57                                  |
|           | 6         | 13        | 13        | 10 de maio de 2019     | 2 de agosto de 2019   | 158             | 2.25                                  |
|           | 7         | 13        | 13        | 27 de maio de 2020     | 12 de agosto de 2020  | ASA             | ASA                                   |

## Episódios

### 1.ª temporada (2013–2014)
| N.º na série | N.º na temp. | Título                                                             | Dirigido por    | Escrito por                                    | Exibição original      | Audiência (milhões) |
| ------------ | ------------ | ------------------------------------------------------------------ | --------------- | ---------------------------------------------- | ---------------------- | ------------------- |
| 1            | 1            | "Pilot" "(Piloto)" (BR)                                            | Joss Whedon     | Joss Whedon, Jed Whedon & Maurissa Tancharoen  | 24 de setembro de 2013 | 12.12               |
| 2            | 2            | "0-8-4" "(0-8-4)" (BR)                                             | David Straiton  | Maurissa Tancharoen, Jed Whedon & Jeffrey Bell | 1 de outubro de 2013   | 8.66                |
| 3            | 3            | "The Asset" "(A Carga)" (BR)                                       | Milan Cheylov   | Jed Whedon & Maurissa Tancharoen               | 8 de outubro de 2013   | 7.87                |
| 4            | 4            | "Eye Spy" "(Olho Espião)" (BR)                                     | Roxann Dawson   | Jeffrey Bell                                   | 15 de outubro de 2013  | 7.85                |
| 5            | 5            | "Girl in the Flower Dress" "(A Garota do Vestido Florido)" (BR)    | Jesse Bochco    | Brent Fletcher                                 | 22 de outubro de 2013  | 7.39                |
| 6            | 6            | "FZZT" "(FZZT)" (BR)                                               | Vincent Misiano | Paul Zbyszewski                                | 5 de novembro de 2013  | 7.15                |
| 7            | 7            | "The Hub" "(A Central)" (BR)                                       | Bobby Roth      | Rafe Judkins & Lauren LeFranc                  | 12 de novembro de 2013 | 6.67                |
| 8            | 8            | "The Well" "(O Poço)" (BR)                                         | Jonathan Frakes | Monica Owusu-Breen                             | 19 de novembro de 2013 | 6.89                |
| 9            | 9            | "Repairs" "(Reparos)" (BR)                                         | Billy Gierhart  | Maurissa Tancharoen & Jed Whedon               | 26 de novembro de 2013 | 9.69                |
| 10           | 10           | "The Bridge" "(A Ponte)" (BR)                                      | Holly Dale      | Shalisha Francis                               | 10 de dezembro de 2013 | 6.11                |
| 11           | 11           | "The Magical Place" "(O Lugar Mágico)" (BR)                        | Kevin Hooks     | Paul Zbyszewski & Brent Fletcher               | 7 de janeiro de 2014   | 6.63                |
| 12           | 12           | "Seeds" "(Sementes)" (BR)                                          | Kenneth Fink    | Monica Owusu-Breen & Jed Whedon                | 14 de janeiro de 2014  | 6.37                |
| 13           | 13           | "T.R.A.C.K.S." "(T.R.I.L.H.A.S.)" (BR)                             | Paul Edwards    | Lauren LeFranc & Rafe Judkins                  | 4 de fevereiro de 2014 | 6.62                |
| 14           | 14           | "T.A.H.I.T.I." "(T.A.I.T.I.)" (BR)                                 | Bobby Roth      | Jeffrey Bell                                   | 4 de março de 2014     | 5.46                |
| 15           | 15           | "Yes Men" "(Sim Senhor)" (BR)                                      | John Terlesky   | Shalisha Francis                               | 11 de março de 2014    | 5.99                |
| 16           | 16           | "End of the Beginning" "(O Fim do Começo')" (BR)                   | Bobby Roth      | Paul Zbyszewski                                | 1 de abril de 2014     | 5.71                |
| 17           | 17           | "Turn, Turn, Turn" "(Vira, Vira, Vira, Virou!)" (BR)               | Vincent Misiano | Jed Whedon & Maurissa Tancharoen               | 8 de abril de 2014     | 5.37                |
| 18           | 18           | "Providence" "(Providência)" (BR)                                  | Milan Cheylov   | Brent Fletcher                                 | 15 de abril de 2014    | 5.52                |
| 19           | 19           | "The Only Light in the Darkness" "(A Única Luz na Escuridão)" (BR) | Vincent Misiano | Monica Owusu-Breen                             | 22 de abril de 2014    | 6.04                |
| 20           | 20           | "Nothing Personal" "(Nada Pessoal)" (BR)                           | Billy Gierhart  | Paul Zbyszewski & DJ Doyle                     | 29 de abril de 2014    | 5.95                |
| 21           | 21           | "Ragtag" "(Gentalha)" (BR)                                         | Roxann Dawson   | Jeffrey Bell                                   | 6 de maio de 2014      | 5.37                |
| 22           | 22           | "Beginning of the End" "(O Começo do Fim)" (BR)                    | David Straiton  | Maurissa Tancharoen & Jed Whedon               | 13 de maio de 2014     | 5.45                |

### 2.ª temporada (2014–2015)
| N.º na série | N.º na temp. | Título                                                                                  | Dirigido por                                               | Escrito por                                                               | Exibição original      | Audiência (milhões) |
| ------------ | ------------ | --------------------------------------------------------------------------------------- | ---------------------------------------------------------- | ------------------------------------------------------------------------- | ---------------------- | ------------------- |
| 23           | 1            | "Shadows" "(Sombras)" (BR)                                                              | Vincent Misiano                                            | Jed Whedon & Maurissa Tancharoen                                          | 23 de setembro de 2014 | 5.98                |
| 24           | 2            | "Heavy Is the Head" "(O Canalha é o Líder)" (BR)                                        | Jesse Bochco                                               | Paul Zbyszewski                                                           | 30 de setembro de 2014 | 5.05                |
| 25           | 3            | "Making Friends and Influencing People" "(Fazendo Amigos e Influenciando Pessoas)" (BR) | Bobby Roth                                                 | Monica Owusu-Breen                                                        | 7 de outubro de 2014   | 4.47                |
| 26           | 4            | "I Will Face My Enemy" "(De Cara com o Inimigo)" (BR)                                   | Kevin Tancharoen                                           | Drew Z. Greenberg                                                         | 14 de outubro de 2014  | 4.70                |
| 27           | 5            | "A Hen in the Wolf House" "(Um Cordeiro na Casa do Lobo)" (BR)                          | Holly Dale                                                 | Brent Fletcher                                                            | 21 de outubro de 2014  | 4.36                |
| 28           | 6            | "A Fractured House" "(Uma Casa Quebrada)" (BR)                                          | Ron Underwood                                              | Rafe Judkins & Lauren LeFranc                                             | 28 de outubro de 2014  | 4.44                |
| 29           | 7            | "The Writing on the Wall" "(Escritas na Parede)" (BR)                                   | Vincent Misiano                                            | Craig Titley                                                              | 11 de novembro de 2014 | 4.27                |
| 30           | 8            | "The Things We Bury" "(Coisas que Sepultamos)" (BR)                                     | Milan Cheylov                                              | DJ Doyle                                                                  | 18 de novembro de 2014 | 4.58                |
| 31           | 9            | "...Ye Who Enter Here" "(Quem Entrou Aqui?)" (BR)                                       | Billy Gierhart                                             | Paul Zbyszewski                                                           | 2 de dezembro de 2014  | 5.36                |
| 32           | 10           | "What They Become" "(No Que Se Tornaram)" (BR)                                          | Michael Zinberg                                            | Jeffrey Bell                                                              | 9 de dezembro de 2014  | 5.22                |
| 33           | 11           | "Aftershocks" "(Tremores)" (BR)                                                         | Billy Gierhart                                             | Maurissa Tancharoen & Jed Whedon                                          | 3 de março de 2015     | 4.48                |
| 34           | 12           | "Who You Really Are" "(Quem Vocês São? Realmente)" (BR)                                 | Roxann Dawson                                              | Drew Z. Greenberg                                                         | 10 de março de 2015    | 3.80                |
| 35           | 13           | "One of Us" "(Um de Nós)" (BR)                                                          | Kevin Tancharoen                                           | Monica Owusu-Breen                                                        | 17 de março de 2015    | 4.34                |
| 36           | 14           | "Love in the Time of Hydra" "(Amor no Tempo da Hidra)" (BR)                             | Jesse Bochco                                               | Brent Fletcher                                                            | 24 de março de 2015    | 4.29                |
| 37           | 15           | "One Door Closes" "(Uma Porta Que Fecha)" (BR)                                          | David Solomon                                              | Lauren LeFranc & Rafe Judkins                                             | 31 de março de 2015    | 4.26                |
| 38           | 16           | "Afterlife" "(Pós-Vida)" (BR)                                                           | Kevin Hooks                                                | Craig Titley                                                              | 7 de abril de 2015     | 4.24                |
| 39           | 17           | "Melinda" "(Melinda)" (BR)                                                              | Garry A. Brown                                             | DJ Doyle                                                                  | 14 de abril de 2015    | 4.04                |
| 40           | 18           | "The Frenemy of My Enemy" "(A Inimizade do Meu Inimigo)" (BR)                           | Karen Gaviola                                              | Monica Owusu-Breen                                                        | 21 de abril de 2015    | 4.45                |
| 41           | 19           | "The Dirty Half Dozen" "(Meia Dúzia de Sujos)" (BR)                                     | Kevin Tancharoen                                           | Brent Fletcher & Drew Z. Greenberg                                        | 28 de abril de 2015    | 4.57                |
| 42           | 20           | "Scars" "(Cicatrizes)" (BR)                                                             | Bobby Roth                                                 | Rafe Judkins & Lauren LeFranc                                             | 5 de maio de 2015      | 4.45                |
| 43-44        | 21-22        | "S.O.S." "(S.O.S.)" (BR)                                                                | Vincent Misiano (episódio 21) Billy Gierhart (episódio 22) | Jeffrey Bell (episódio 21) Jed Whedon & Maurissa Tancharoen (episódio 22) | 12 de maio de 2015     | 3.88                |

### 3.ª temporada (2015–2016)
| N.º na série | N.º na temp. | Título                                                       | Dirigido por     | Escrito por                       | Exibição original      | Audiência (milhões) |
| ------------ | ------------ | ------------------------------------------------------------ | ---------------- | --------------------------------- | ---------------------- | ------------------- |
| 45           | 1            | "Laws of Nature" "(Leis da Natureza)" (BR)                   | Vincent Misiano  | Jed Whedon & Maurissa Tancharoen  | 29 de setembro de 2015 | 4.90                |
| 46           | 2            | "Purpose In The Machine" "(A Diretriz da Máquina)" (BR)      | Kevin Tancharoen | DJ Doyle                          | 6 de outubro de 2015   | 4.32                |
| 47           | 3            | "A Wanted (Inhu)man" "(Um (Inu)mano Procurado)" (BR)         | Garry A. Brown   | Monica Owusu-Breen                | 13 de outubro de 2015  | 3.74                |
| 48           | 4            | "Devils You Know" "(Demônios que Você Conhece)" (BR)         | Ron Underwood    | Paul Zbyszewski                   | 20 de outubro de 2015  | 3.85                |
| 49           | 5            | "4,722 Hours" "(4,722 Horas)" (BR)                           | Jesse Bochco     | Craig Titley                      | 27 de outubro de 2015  | 3.81                |
| 50           | 6            | "Among Us Hide…" "(Escondido Entre Nós)" (BR)                | Dwight Little    | Drew Z. Greenberg                 | 3 de novembro de 2015  | 3.84                |
| 51           | 7            | "Chaos Theory" "(Teoria do Caos)" (BR)                       | David Solomon    | Lauren LeFranc                    | 10 de novembro de 2015 | 3.49                |
| 52           | 8            | "Many Heads, One Tale" "(Muitas Cabeças, Uma História)" (BR) | Garry A. Brown   | Jed Whedon & DJ Doyle             | 17 de novembro de 2015 | 3.60                |
| 53           | 9            | "Closure" "(Encerramento)" (BR)                              | Kate Woods       | Brent Fletcher                    | 1 de dezembro de 2015  | 3.84                |
| 54           | 10           | "Maveth" "(Maveth)" (BR)                                     | Vincent Misiano  | Jeffrey Bell                      | 8 de dezembro de 2015  | 3.84                |
| 55           | 11           | "Bouncing Back" "(Dando um Pulinho no Passado)" (BR)         | Ron Underwood    | Monica Owusu-Breen                | 8 de março de 2016     | 3.52                |
| 56           | 12           | "The Inside Man" "(O Homem de Dentro)" (BR)                  | John Terlesky    | Craig Titley                      | 15 de março de 2016    | 2.94                |
| 57           | 13           | "Parting Shot" "(A Despedida)" (BR)                          | Michael Zinberg  | Paul Zbyszewski                   | 22 de março de 2016    | 2.88                |
| 58           | 14           | "Watchdogs" "(Cães de Guarda)" (BR)                          | Jesse Bochco     | Drew Z. Greenberg                 | 29 de março de 2016    | 3.20                |
| 59           | 15           | "Spacetime" "(Espaço-Tempo)" (BR)                            | Kevin Tancharoen | Maurissa Tancharoen & Jed Whedon  | 5 de abril de 2016     | 2.81                |
| 60           | 16           | "Paradise Lost" "(Perdido no Paraíso)" (BR)                  | Wendey Stanzler  | George Kitson and Sharla Oliver   | 12 de abril de 2016    | 3.01                |
| 61           | 17           | "The Team" "(A Equipe)" (BR)                                 | Elodie Keene     | DJ Doyle                          | 19 de abril de 2016    | 2.85                |
| 62           | 18           | "The Singularity" "(A Singularidade)" (BR)                   | Garry A. Brown   | Lauren LeFranc                    | 26 de abril de 2016    | 3.22                |
| 63           | 19           | "Failed Experiments" "(Experimentos Falhos)" (BR)            | Wendey Stanzler  | Brent Fletcher                    | 3 de maio de 2016      | 2.92                |
| 64           | 20           | "Emancipation" "(Emancipação)" (BR)                          | Vincent Misiano  | Craig Titley                      | 10 de maio de 2016     | 2.93                |
| 65           | 21           | "Absolution" "(Absolução)" (BR)                              | Billy Gierhart   | Chris Dingess & Drew Z. Greenberg | 17 de maio de 2016     | 3.03                |
| 66           | 22           | "Ascension" "(Ascensão)" (BR)                                | Kevin Tancharoen | Jed Whedon                        | 17 de maio de 2016     | 3.03                |

### 4.ª temporada (2016–2017)
| Ghost Rider     |    |                                                                            |                    |                                  |                         |      |
| 67              | 1  | "The Ghost" "(O Fantasma)" (BR)                                            | Billy Gierhart     | Jed Whedon & Maurissa Tancharoen | 20 de setembro de 2016  | 3.44 |
| 68              | 2  | "Meet the New Boss" "(Conhecendo o Novo Chefe)" (BR)                       | Vincent Misiano    | Drew Z. Greenberg                | 27 de setembro de 2016  | 2.95 |
| 69              | 3  | "Uprising" "(Revolta)" (BR)                                                | Magnus Martens     | Craig Titley                     | 11 de outubro de 2016   | 2.68 |
| 70              | 4  | "Let Me Stand Next to Your Fire" "(Deixe-me Ficar Perto do Seu Fogo)" (BR) | Brad Turner        | Matt Owens                       | 18 de outubro de 2016   | 2.34 |
| 71              | 5  | "Lockup" "(Trancado)" (BR)                                                 | Kate Woods         | Nora Zuckerman & Lilla Zuckerman | 25 de outubro de 2016   | 2.30 |
| 72              | 6  | "The Good Samaritan" "(O Bom Samaritano)" (BR)                             | Billy Gierhart     | Jeffrey Bell                     | 1 de novembro de 2016   | 2.43 |
| 73              | 7  | "Deals With Our Devils" "(Ofertas Com Nossos Demônios)" (BR)               | Jesse Bochco       | DJ Doyle                         | 29 de novembro de 2016  | 2.41 |
| 74              | 8  | "The Laws of Inferno Dynamics" "(As Leis da Dinâmica do Inferno)" (BR)     | Kevin Tancharoen   | Paul Zbyszewski                  | 6 de dezembro de 2016   | 2.27 |
| LMD             |    |                                                                            |                    |                                  |                         |      |
| 75              | 9  | "Broken Promises" "(Promessas Quebradas)" (BR)                             | Garry A. Brown     | Brent Fletcher                   | 10 de janeiro de 2017   | 2.72 |
| 76              | 10 | "The Patriot" "(O Patriota)" (BR)                                          | Kevin Tancharoen   | James C. Oliver & Sharla Oliver  | 17 de janeiro de 2017   | 2.03 |
| 77              | 11 | "Wake Up" "(Acorde)" (BR)                                                  | Jesse Bochco       | Drew Z. Greenberg                | 24 de janeiro de 2017   | 2.00 |
| 77              | 12 | "Hot Potato Soup" "(Sopa de Batata Quente)" (BR)                           | Nina Lopez-Corrado | Craig Titley                     | 31 de janeiro de 2017   | 2.15 |
| 79              | 13 | "BOOM" "(BOOM)" (BR)                                                       | Billy Gierhart     | Nora Zuckerman & Lilla Zuckerman | 7 de fevereiro de 2017  | 2.08 |
| 80              | 14 | "The Man Behind the Shield" "(O Homem Atrás do Escudo)" (BR)               | Wendey Stanzler    | Matt Owens                       | 14 de fevereiro de 2017 | 2.13 |
| 81              | 15 | "Self Control" "(Autocontrole)" (BR)                                       | Jed Whedon         | Jed Whedon                       | 21 de fevereiro de 2017 | 2.01 |
| Agents of Hydra |    |                                                                            |                    |                                  |                         |      |
| 82              | 16 | "What If..." "(E Se...)" (BR)                                              | Oz Scott           | DJ Doyle                         | 4 de abril de 2017      | 2.15 |
| 83              | 17 | "Identity and Change" "(Identidade e Mudança)" (BR)                        | Garry A. Brown     | George Kitson                    | 11 de abril de 2017     | 2.32 |
| 84              | 18 | "No Regrets" "(Sem Arrependimentos)" (BR)                                  | Eric Laneuville    | Paul Zbyszewski                  | 18 de abril de 2017     | 2.43 |
| 85              | 19 | "All the Madame's Men" "(Todos os Homens da Madame)" (BR)                  | Billy Gierhart     | James C. Oliver & Sharla Oliver  | 25 de abril de 2017     | 2.15 |
| 86              | 20 | "Farewell, Cruel World!" "(Adeus Mundo Cruel!)" (BR)                       | Vincent Misiano    | Brent Fletcher                   | 2 de maio de 2017       | 2.15 |
| 87              | 21 | "The Return" "(O Retorno)" (BR)                                            | Kevin Tancharoen   | Maurissa Tancharoen & Jed Whedon | 9 de maio de 2017       | 2.14 |
| 88              | 22 | "World's End" "(Fim do Mundo)" (BR)                                        | Billy Gierhart     | Jeffrey Bell                     | 16 de maio de 2017      | 2.08 |

### 5.ª temporada (2017–2018)
| N.º na série | N.º na temp. | Título                                                                | Dirigido por                                         | Escrito por                                                         | Exibição original      | Audiência (milhões) |
| ------------ | ------------ | --------------------------------------------------------------------- | ---------------------------------------------------- | ------------------------------------------------------------------- | ---------------------- | ------------------- |
| 89-90        | 1-2          | "Orientation" "(Orientação)" (BR)                                     | Jesse Bochco (episódio 1) David Solomon (episódio 2) | Jed Whedon & Maurissa Tancharoen (episódio 1) DJ Doyle (episódio 2) | 1 de dezembro de 2017  | 2.54                |
| 91           | 3            | "A Life Spent" "(Uma Vida Passada)" (BR)                              | Kevin Hooks                                          | Nora Zuckerman & Lilla Zuckerman                                    | 8 de dezembro de 2017  | 1.93                |
| 92           | 4            | "A Life Earned" "(Uma Vida Ganha)" (BR)                               | Stan Brooks                                          | Drew Z. Greenberg                                                   | 15 de dezembro de 2017 | 1.84                |
| 93           | 5            | "Rewind" "(Rebobinar)" (BR)                                           | Jesse Bochco                                         | Craig Titley                                                        | 22 de dezembro de 2017 | 2.40                |
| 94           | 6            | "Fun & Games" "(Diversão E Jogos)" (BR)                               | Clark Gregg                                          | Brent Fletcher                                                      | 5 de janeiro de 2018   | 2.49                |
| 95           | 7            | "Together or Not at All" "(Juntos Ou Nada Mais)" (BR)                 | Brad Turner                                          | Matt Owens                                                          | 12 de janeiro de 2018  | 2.31                |
| 96           | 8            | "The Last Day" "(O Último Dia)" (BR)                                  | Nina Lopez-Corrado                                   | James C. Oliver & Sharla Oliver                                     | 19 de janeiro de 2018  | 2.41                |
| 97           | 9            | "Best Laid Plans" "(Melhores Planos)" (BR)                            | Garry A. Brown                                       | George Kitson                                                       | 26 de janeiro de 2018  | 2.27                |
| 98           | 10           | "Past Life" "(Vida Passada)" (BR)                                     | Eric Laneuville                                      | DJ Doyle                                                            | 2 de fevereiro de 2018 | 2.22                |
| 99           | 11           | "All the Comforts of Home" "(Todos Os Confortos Do Lar)" (BR)         | Kate Woods                                           | Drew Z. Greenberg                                                   | 2 de março de 2018     | 1.90                |
| 100          | 12           | "The Real Deal" "(O Negócio Real)" (BR)                               | Kevin Tancharoen                                     | Jed Whedon, Maurissa Tancharoen & Jeffrey Bell                      | 9 de março de 2018     | 2.04                |
| 101          | 13           | "Principia" "(Principia)" (BR)                                        | Brad Turner                                          | Craig Titley                                                        | 16 de março de 2018    | 2.07                |
| 102          | 14           | "The Devil Complex" "(O Complexo Do Demônio)" (BR)                    | Nina Lopez-Corrado                                   | Matt Owens                                                          | 23 de março de 2018    | 2.07                |
| 103          | 15           | "Rise And Shine" "(Levante-se E Brilhe)" (BR)                         | Jesse Bochco                                         | Iden Baghdadchi                                                     | 30 de março de 2018    | 1.88                |
| 104          | 16           | "Inside Voices" "(Vozes Internas)" (BR)                               | Salli Richardson-Whitfield                           | Mark Leitner                                                        | 6 de abril de 2018     | 2.08                |
| 105          | 17           | "The Honeymoon" "(A Lua De Mel)" (BR)                                 | Garry A. Brown                                       | James C. Oliver e Sharla Oliver                                     | 13 de abril de 2018    | 1.82                |
| 106          | 18           | "All Roads Lead" "(Todas As Estradas Levam)" (BR)                     | Jennifer Lynch                                       | George Kitson                                                       | 20 de abril de 2018    | 1.67                |
| 107          | 19           | "Option Two" "(Segunda Opção)" (BR)                                   | Kevin Tancharoen                                     | Nora Zuckerman e Lilla Zuckerman                                    | 27 de abril de 2018    | 1.68                |
| 108          | 20           | "The One Who Will Save Us All" "(Aquele Que Irá Salvar A Todos)" (BR) | Cherie Gierhart                                      | Brent Fletcher                                                      | 4 de maio de 2018      | 1.65                |
| 109          | 21           | "The Force of Gravity" "(A Força Da Gravidade)" (BR)                  | Kevin Tancharoen                                     | Drew Z. Greenberg & Craig Titley                                    | 11 de maio de 2018     | 1.94                |
| 110          | 22           | "The End" "(O Fim)" (BR)                                              | Jed Whedon                                           | Jed Whedon & Maurissa Tancharoen                                    | 18 de maio de 2018     | 1.88                |

### 6.ª temporada (2019)
| N.º na série | N.º na temp. | Título                                                                                   | Dirigido por         | Escrito por                      | Exibição original   | Audiência (milhões) |
| ------------ | ------------ | ---------------------------------------------------------------------------------------- | -------------------- | -------------------------------- | ------------------- | ------------------- |
| 111          | 1            | "Missing Pieces" "(Peças Faltando)" (BR)                                                 | Clark Gregg          | Jed Whedon & Maurissa Tancharoen | 10 de maio de 2019  | 2.31                |
| 112          | 2            | "Window of Opportunity" "(Janela de Oportunidades)" (BR)                                 | Kevin Tancharoen     | James C. Oliver & Sharla Oliver  | 17 de maio de 2019  | 2.18                |
| 113          | 3            | "Fear and Loathing on the Planet of Kitson" "(Medo e Repulsa no Planeta de Kitson)" (BR) | Jesse Bochco         | Brent Fletcher & Craig Titley    | 24 de maio de 2019  | 2.26                |
| 114          | 4            | "Code Yellow" "(Código Amarelo)" (BR)                                                    | Mark Kolpack         | Nora Zuckerman & Lilla Zuckerman | 31 de maio de 2019  | 2.35                |
| 115          | 5            | "The Other Thing" "(A Outra Coisa)" (BR)                                                 | Lou Diamond Phillips | George Kitson                    | 14 de junho de 2019 | 2.18                |
| 116          | 6            | "Inescapable" "(Inescapável)" (BR)                                                       | Jesse Bochco         | DJ Doyle                         | 21 de junho de 2019 | 2.12                |
| 117          | 7            | "Toldja" "(Toldja)" (BR)                                                                 | Keith Potter         | Mark Leitner                     | 28 de junho de 2019 | 2.17                |
| 118          | 8            | "Collision Course - (Part 1)" "(Curso De Colisão - Parte 1)" (BR)                        | Kristin Windell      | Jeffrey Bell & Craig Titley      | 5 de julho de 2019  | 1.79                |
| 119          | 9            | "Collision Course - (Part 2)" "(Curso De Colisão - Parte 2)" (BR)                        | Sarah Boyd           | Iden Baghdadchi                  | 12 de julho de 2019 | 2.30                |
| 120          | 10           | "Leap" "(Salto)" (BR)                                                                    | Garry A. Brown       | Drew Z. Greenberg                | 19 de julho de 2019 | 2.38                |
| 121          | 11           | "From the Ashes" "(Das Cinzas)" (BR)                                                     | Jennifer Phang       | James C. Oliver e Sharla Oliver  | 26 de julho de 2019 | 2.14                |
| 122          | 12           | "The Sign" "(O Signo)" (BR)                                                              | Nina Lopez-Corrado   | Nora Zuckerman e Lilla Zuckerman | 2 de agosto de 2019 | 1.88                |
| 123          | 13           | "New Life" "(Vida Nova)" (BR)                                                            | Kevin Tancharoen     | Brent Fletcher e Jed Whedon      | 2 de agosto de 2019 | 1.88                |

### 7.ª temporada (2020)
| N.º na série | N.º na temp. | Título | Dirigido por         | Escrito por                                                                   | Exibição original    | Audiência (milhões) |
| ------------ | ------------ | --- | -------------------- | ----------------------------------------------------------------------------- | -------------------- | ------------------- |
| 124          | 1            | "The New Deal" "(O Novo Acordo)" (BR)                                                                       | Kevin Tancharoen     | George Kitson                                                                 | 27 de maio de 2020   | 1.82                |
| 125          | 2            | "Know Your Onions" "(Conheça suas Cebolas)" (BR)                                                            | Eric Laneuville      | Craig Titley                                                                  | 3 de junho de 2020   | 1.50                |
| 126          | 3            | "Alien Commies from the Future" "(Aliens Comunistas do Futuro)" (BR)                                        | Nina Lopez-Corrado   | Nora Zuckerman & Lilla Zuckerman                                              | 10 de junho de 2020  | 1.57                |
| 127          | 4            | "Out of the Past" "(Saindo do Passado)" (BR)                                                                | Garry A. Brown       | Mark Leitner                                                                  | 17 de junho de 2020  | 1.40                |
| 128          | 5            | "A Trout in the Milk" "(Uma Truta no Leite)" (BR)                                                           | Stan Brooks          | Iden Baghdadchi                                                               | 24 de junho de 2020  | 1.37                |
| 129          | 6            | "Adapt or Die" "(Adapte ou Morra)" (BR)                                                                     | Aprill Winney        | DJ Doyle                                                                      | 1 de julho de 2020   | 1.32                |
| 130          | 7            | "The Totally Excellent Adventures of Mack and the D" "(A Fantástica e Excelente Aventura de Mack e D)" (BR) | Jesse Bochco         | Brent Fletcher                                                                | 8 de julho de 2020   | 1.39                |
| 131          | 8            | "After, Before" "(Depois, Antes)" (BR)                                                                      | Eli Gonda            | James C. Oliver & Sharla Oliver                                               | 15 de julho de 2020  | 1.38                |
| 132          | 9            | "As I Have Always Been" "(Como Sempre Fui)" (BR)                                                            | Elizabeth Henstridge | Drew Z. Greenberg                                                             | 22 de julho de 2020  | 1.28                |
| 133          | 10           | "Stolen" "(Roubado)" (BR)                                                                                   | Garry A. Brown       | História por : Mark Linehan Bruner Roteiro por : George Kitson & Mark Leitner | 29 de julho de 2020  | 1.30                |
| 134          | 11           | "Brand New Day" "(Novo Dia)" (BR)                                                                           | Keith Potter         | Christopher Freyer                                                            | 5 de agosto de 2020  | 1.25                |
| 135          | 12           | "The End Is at Hand" "(O Fim Está Próximo)" (BR)                                                            | Chris Cheramie       | Jeffrey Bell                                                                  | 12 de agosto de 2020 | 1.64                |
| 136          | 13           | "What We're Fighting For" "(Pelo Que Estamos Lutando)" (BR)                                                 | Kevin Tancharoen     | Jed Whedon                                                                    | 12 de agosto de 2020 | 1.35                |